# Barcelonai kikötő
A Barcelonai kikötő spanyol nyelven: Puerto de Barcelona, katalán nyelven: Port de Barcelona) egy 2000 éves történelmi múltra visszatekintő kikötő Barcelonában. Egyike Európa fő kikötőinek, Katalónia legnagyobb, Spanyolország harmadik és Európa kilencedik legnagyobb konténer-kikötője. 2018-ban 3,42 millió TEU áruforgalmat bonyolított. Területe 7,86 km². Három részből áll:
Port Vell (az öreg kikötő), kereskedelmi/ipari kikötő és a logisztikai kikötő (Barcelona Free Port).
Nem ez az egyetlen kikötő Barcelonában, két további kikötő áll rendelkezésre a jachtoknak és személyszállító hajóknak: a Port Olímpic és a Port Fòrum Sant Adrià.

## Személyforgalom

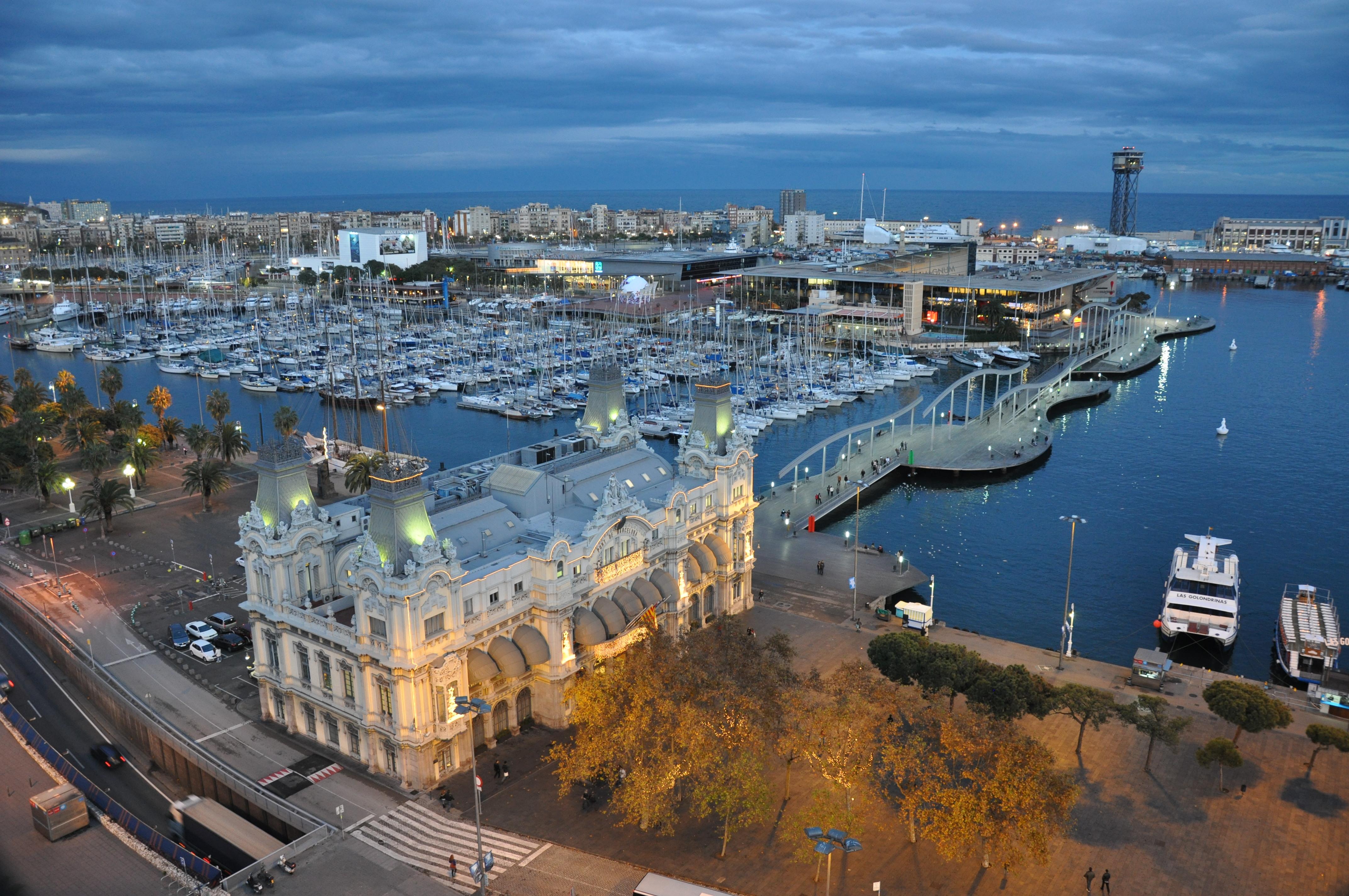
Port Vell látképe a Kolumbusz emlékműtől

A kikötőnek három személy terminálja van: a Terminal Drassanes, a Terminal Ferry Barcelona és a Grimaldi Terminal Barcelona, mindhárom a Port Vell területen. Amíg a Baleària és a Trasmediterránea üzemelteti a Baleár-szigetekre irányuló forgalmat, addig a Grimaldi Lines és a Grandi Navi Veloci Olaszországba és Marokkóba indít járatokat.
| Célállomás          | Terminál                    | Utazási idő | Komp üzemeltető    |
| ------------------- | --------------------------- | ----------- | ------------------ |
| Alcúdia, Mallorca   | Terminal Drassanes          | 6h          | Baleària           |
| Palma, Mallorca     | Terminal Port-Nou           | 8h          | Baleària           |
| Palma, Mallorca     | Terminal Ferry Barcelona    | 8h          | Trasmediterránea   |
| Ibiza               | Terminal Port-Nou           | 9h          | Baleària           |
| Ibiza               | Terminal Ferry Barcelona    | 9h          | Trasmediterránea   |
| Mahón, Menorca      | Terminal Ferry Barcelona    | 9h          | Trasmediterránea   |
| Ciutadella, Menorca | Terminal Drassanes          | 9h          | Baleària           |
| Porto Torres        | Grimaldi Terminal Barcelona | 12h 15m     | Grimaldi Lines     |
| Savona              | Grimaldi Terminal Barcelona | 17h         | Grimaldi Lines     |
| Civitavecchia       | Grimaldi Terminal Barcelona | 20h         | Grimaldi Lines     |
| Genova              | Terminal Ferry Barcelona    | 20h 30m     | Grandi Navi Veloci |
| Tanger              | Grimaldi Terminal Barcelona | 28h         | Grimaldi Lines     |
| Nador               | Terminal Ferry Barcelona    | 28h 45m     | Grandi Navi Veloci |
| Tanger              | Terminal Ferry Barcelona    | 31h         | Grandi Navi Veloci |